# 欧陽可亮
欧陽 可亮（おうよう かりょう、Owyang Keliang、1918年5月23日 - 1992年5月1日）は、甲骨文研究者・中国語教育者である。中日辞典編纂の為に1954年に日本に招かれ、以後日本で活躍した。

## 概要
1941年に上海東亜同文書院大学『華日辞典』中国人編纂員兼中国語講師として就職。終戦で辞典編纂事業は中断した。接収された辞典資料は日中友好協会を通じて1954年に日本に引き渡されると、欧陽可亮は11月4日に坂本一郎神戸市外国語大学教授（元東亜同文書院大学教授）と外交官吉田長雄に羽田空港で迎えられて東京で開催の辞典編纂再開検討会に出席した。1955年に妻張禄澤を協力者として呼び寄せ、夫婦で中日辞典編纂と中国語教育に携わった。
1956年より、欧陽は日本の外務省研修所で中国語教師として外交官養成に従事し、国際基督教大学でも講師として中国語を教える。清末・中華民国初期の外交官の欧陽庚（1858年6月12日 - 1941年2月5日、清政府官費遣米少年留学団の1872年第一期留学生。1881年イェール大学卒業。1927年に二等嘉禾章受章）の四男であることから、中・米・日に格別な人脈と平和主義観を受け継ぐ。
欧陽可亮は唐代の書家の欧陽詢の44代目子孫、北宋の文人で金文の完成者とされた欧陽脩の24代目子孫。また、王国維（観堂）・羅振玉（雪堂）・董作賓（彦堂）・郭沫若（鼎堂）の四人とともに中国の甲骨文研究五堂と呼ばれる。
1976年に『集契集 五巻一冊』中国語版500冊を上梓して世界の著名大学図書館に寄贈して汪怡と董作賓の遺志を実現した。1984年に『集契集 甲骨文集』日本語版を刊行。
1980年11月13日に脳溢血で重い障害を負ったが、甲骨文研究に関する情熱は衰えず、左手で書する巨匠と讃えられた。
欧陽可亮の甲骨学を記録しようとした中国の研究機関から招聘状を受け取ったことから、甲骨文発見90周年にあたる1989年に帰国する予定を立てるものの、果たせず、1992年5月1日に東京で永眠した。
次女の関登美子（1945年8月31日 - 、旧名欧陽效平）は父親の遺墨と語りを基調に『甲骨もじであそぶ ちゅうごくの十二支ものがたり』を著し、甲骨文発見110周年にあたる2009年にJULA出版局から出版した。

## 経歴

### 生い立ち
第一次世界大戦終戦の1918年に清末民初の外交官の欧陽庚（1858年6月12日 - 1941年2月5日）の60歳時の子として生まれる。母親の陳錦梅（1899年5月8日 - 1974年10月13日）は画家である。
- 1936年東呉大学（現蘇州大学）法学部入学。
- 1938年3月27日中華全国文芸界抗敵協会（武漢）成立に学生参加。
- 1939年北京輔仁大学歴史学部入学。1941年東呉大学法学部卒業。
- 1939年に張禄沢（1920年5月15日 - 1996年8月7日、父文人張承之、母黄紹懿の長女。本籍は安徽省寿県）と結婚。詩人の艾青が媒酌人を務めた。
- 1940年2月6日 長男の欧陽效光誕生。
- 1941年2月5日 父の欧陽庚と死別。
- 1942年11月25日 長女の欧陽效彤誕生。
- 1945年8月31日 次女の欧陽效平誕生。
- 1945年9月22日 長女の欧陽效彤はジフテリアで病死。次女への感染を懼れて同年台湾へ移住して国語教育に従事した。移住時、次女の欧陽效平が戸籍上の長女として登録。
- 1947年2月28日 台湾で二・二八事件が発生した。3月13日、本人も国民党政府から共産党員と見なされ台北の西本願寺に監禁された[1][2][3]。
- 1948年10月29日 三女の欧陽效台誕生（戸籍上次女として登録）。

### 甲骨文研究
幼少期に父親と親交が深い王国維（観堂）から甲骨文字を描く楽しさを学ぶ。
1922年に父親の駐チリ大使赴任に随行してチリ、メキシコ、アメリカ滞在中にマヤ文字に触れ、一層、象形文字への関心を高める。
1927年に父親とともに帰国し、北京育英学校小学部に転入。同時に初代駐米大使であった張蔭棠が紫禁城の北にある景山で外交官子女の中国語を補習する西山石居漢文塾に入塾。一流の学者がボランティアで自由闊達な帰国子女を指導したこの塾で、欧陽可亮は国語辞典編纂第一人者の汪怡、甲骨文学者の羅振玉（雪堂）と董作賓（彦堂）に出会い、甲骨文研究を本格的に学び始め、またこの塾で愛新覚羅溥儀溥傑兄弟とも交友した。
1938年3月27日に中華全国文芸界抗敵協会成立イベントに参加。直後、馮玉祥と李徳全夫妻から郭沫若（鼎堂）に紹介され、馮玉祥夫妻が保証人になった下で、武漢の珞珈山でト辞辞例を学ぶことになった。同年、「泉堂」の号が与えられ、20歳の若さで中国の甲骨文研究五堂入りを果たした。

### 上海東亜同文書院大学で中日辞典編纂
1941年に上海で東亜同文書院大学の中国人辞典編纂員公募広告を見て「平和はコミュニケーションから。それには辞典が必要」という理念に燃えて応募し、採用された。
1943年に中国の書道教授、国語教師、外交官資格試験に合格。
1945年8月15日、終戦。ひと月後に東亜同文書院大学の辞典資料は接収され、中華民国政府教育部京滬区特派員弁公処責任者蔣復璁と委員鄭振鐸に預けられる。

### 日本で中日辞典編纂
東亜同文書院大学関係者は帰国後、1946年11月15日に愛知大学を設立。1949年中華人民共和国成立翌年、当時の愛知大学本間喜一学長が東亜同文書院大学廃校時の『華日辞典』編纂委員長だった鈴木択郎教授の名義で日中友好協会理事長であった内山完造氏を通じて当時の中国科学院院長郭沫若氏宛に辞典資料の返還を願い出る。中国は、周恩来総理（当時）と郭沫若中国科学院院長兼中国人民保衛世界和平委員会会長（当時）の調整を経て、郭沫若が提案した「中日両国人民の友誼と文化交流の促進の見地から、文化交流の贈物として日本の方々に贈る」という形を取り、辞典資料は1954年9月12日に引揚船興安丸に積まれて塘沽を出港し、9月27日に舞鶴に入港し、東京の日中友好協会本部に輸送された。そこで欧陽可亮は同年11月4日に坂本一郎神戸市外国語大学教授（元東亜同文書院大学教授）と吉田長雄外交官に羽田空港で迎えられて辞典編纂再開検討会に出席した。
1955年に妻の張禄沢を協力者として呼び寄せ、夫婦で中日辞典編纂と中国語教育に携わった。

### 日中のかけはし
吉田茂が外務省研修所の語学教育の充実を考え、清水董三駐中華民国日本大使（元東亜同文書院大学教授）が中国語教師に欧陽可亮を推薦したことから、1956年より外務省研修所で中国語教育を担当。同時に国際基督教大学においても教鞭を取る。当時、外務省研修所は東京大学東洋文化研究所内にあった。東京大学東洋文化研究所が欧陽可亮に蔵書を自由に閲覧させる幸運に恵まれ、欧陽可亮は辞典の為の博捜作業と語源語誌の探索、かつ、甲骨文学者としてのライフワークを続けることができた。北京輔仁大学39年期生の劉少奇の妻の王光美、同40年期生で、1972年日中国交正常化後の初代駐北京日本大使を歴任した小川平四郎とはともに日中国交正常化交渉に際し水面下で貢献した。

### 日中同文の恵み
終戦で中断した辞典編纂事業が再開した1956年1月に中華人民共和国が「第一次漢字簡化方案」公布、1957年に標準音ローマ字表記『拼音』を審定、1958年2月に「漢語拼音方案」を公布した。欧陽可亮は愛知大学『中日大辞典』顧問として、「繁体字も簡体字もルーツは甲骨文字。日本に一冊は繁体字と簡体字を併記した辞典を編纂しなければならない」と進言。
欧陽可亮は明代の儒家の朱舜水来日300年と父親の欧陽庚生誕100年を記念して、1958年に「泉堂春秋学院甲骨文研究所（略称 春秋学院）」を設立。唐代の書家の欧陽詢の44代目子孫かつ北宋の文人で金文の完成者とされた欧陽脩の24代目子孫という自覚と、甲骨文学者である王国維・羅振玉・董作賓・郭沫若の四堂に師事した自覚から、甲骨文と金文の解読ならびに希少になった甲骨文献復刻版の出版をライフワークにしようと決意したのであった。以降、職務の傍ら、古代殷商の文字文化を広め、『説文解字』から表意文字に潜む古代人の感性と心を説いた。それは実に日中同文の恵みである。

### 恩師の遺志を実現
欧陽可亮は母親の陳錦梅を北京から香港経由で日本に迎えた1960年に台北に立ち寄って恩師の汪怡と董作賓を訪問。その際、両師から1950年に完成した甲骨文表記の詩集『集契集』の出版を委ねられる。欧陽可亮は十五年かけて清書した。父親の恩師への想いに感動した長男欧陽效光は父親の監督下で編集と出資をして1976年に『集契集 五卷全一冊』中国語版500冊を出版して世界の著名大学図書館に寄贈した。父子で汪怡と董作賓の遺志を結実したのである。
幼なじみの愛新覚羅溥傑に一冊を寄贈したところ、詩二首「殷墟甲骨澤流長 惆悵難窺魯殿光 慶賴大成鐫集契 喜從瀛壺耀琳瑯」、「五卷東來翰墨香 欣從龍骨溯殷商 古為今用巨文章 半世丹鑽鐫集契 千秋重仰魯靈光 大成金玉頌歐陽」を授かる。

### 落葉帰根
1980年11月13日に脳溢血に見舞われる。35日後に蘇生したが、右半身と口舌麻痺の後遺症を負う。しかし甲骨文研究に関する情熱は衰えず、左手で書する巨匠と讃えられるなか、長男の欧陽效光は1984年に『集契集 甲骨文集』日本語版を出版した。この時、当時の京都大学人文科学研究所竹内實教授は、「明暗いりまじった日中の関係にあって、欧陽可亮先生が日本の中国に関心を持つ人材を育成されてきた功績は知る人ぞ知る、巨きなものがあります。しかも先生は家系をうけて芸術の才能も豊かであり、甲骨文芸術の独特の園地を開墾され、そこに絢爛たる花を開かせておられます。このたびその集英を出版される運びにいたったことは、晩年を迎えられつつも矍鑠たる先生の好箇の記念碑であるばかりでなく、先生が多年御尽力なさった日中の文化交流上にも歴史的な盛事であるといえましょう。先生に数々の貴重な教益をうけてきた門弟の一人として慶びにたえず、これによって先生の存在が日本の「心」により広汎に刻まれることを望んでやみません。」（原文）と推薦文を書いた。
欧陽可亮は1985年に中国で「甲骨還郷之願」を発表。中国から次々と招聘状が届いたことから、体調を整えて帰国を決意する。父子は甲骨文発見90周年に当る1989年に帰国の意が固まったが、その直前、長男が何も知らされずしかも出勤で留守の間に、欧陽可亮の帰国を阻止する意図を持ったある人物によって、東京郊外の特別養護老人施設に措置入所させられる事態が生じた。その結果、帰国を果たしえないまま1992年5月1日に二度目の脳溢血にて永眠。欧陽可亮の遺作の大半は、それらの作品を所有する権利もない人物から、遺族にことわりもなく某市役所並びに某私立大学へ寄贈された。その後遺族からの遺作返還要求に対し、市役所はくだんの寄贈者に所有権がないと判断して受け取った遺作を2012年にすべて返還したが、某私立大学は所有権を主張して遺作の返還を拒否しており、2017年現在裁判係争中である。なお、市役所から返還された欧陽可亮の遺作のすべては、すでに中国国家図書館と中山市博物館に寄贈されて、研究資料として公開されている。遺族は、残りの遺品が返還された場合も、欧陽可亮の遺志にそって全てを中国を中心にした研究機関、図書館、或いは博物館に寄贈することに決めている。
中国国家図書館は2012年4月にユネスコ世界記憶遺産申請準備として「殷契重光展」を開催した際に欧陽可亮没20周年を兼ね、5月に北京師範大学図書館が「欧陽可亮甲骨書作展」を開催。2017年10月30日パリにて甲骨片は殷王朝の記憶遺産としてユネスコ世界記憶遺産審査に入選した。
遺族の欧陽效光と関登美子（欧陽效平）は多くの協力者を得て遺墨1,700点を回収し、2013年10月30日に中国国家図書館に寄贈した。
2018年5月18日-6月18日、中山市に寄贈した遺墨が、中山市博物館主催の《甲骨丹心——紀念欧陽可亮誕辰100周年書法作品展》に展示され、《甲骨丹心——欧陽可亮書法作品集》もこの作品展に合わせ出版された。また、遺族の関登美子に対し2018年5月18日広東省文化物保護基金から2018年度文化遺産保護突出貢献人栄誉証書を授かった。
遺墨里帰りを目的とした回収活動はなおも続く。

### 略歴
| 1941 - 45年 | 上海東亜同文書院大学講師、華日辞典編纂                 |
| 1945 - 54年 | 台北州立第二中学教諭を経て、台湾大学講師               |
| 1954 - 55年 | 日本全国大学中国語弁論大会審査員、神戸市外国語大学講師 |
| 1955 - 59年 | 倉石中国語講習会講師                                   |
| 1956 - 72年 | 国際基督教大学講師                                     |
| 1956 - 72年 | 世界教育会議中国代表                                   |
| 1956 - 76年 | 外務省研修所講師                                       |
| 1963 - 64年 | 一橋大学講師                                           |
| 1970 - 78年 | アジア・アフリカ学院講師                               |
| 1971 - 84年 | 産業能率大学客員教授                                   |
| 1976 - 84年 | 拓殖大学教授                                           |
| 1985年      | 中国安陽市殷商文化研究室顧問                           |
| 1985年      | 中国安陽師範専科学校名誉教授                           |
| 1985年      | 中国安陽市芸術専科学校名誉教授                         |
| 1986年      | 中国北京師範大学客座教授                               |
| 1986年      | 中国蘇州大学歴史系客座教授                             |

### ボランティア活動
| 中日親善合作活動             | 10年 |
| 中日平和友好活動             | 30年 |
| 日中親善友好養成活動         | 20年 |
| 日中親善学校教育の架け橋     | 25年 |
| 中国留日学人協会副会長       | 10年 |
| 旅日華僑文化貢献者聯誼会理事 | 14年 |

### 著作
【編纂に協力した辞典】
- 倉石武四郎著『岩波中国語辞典』（岩波書店1963年初版、1990年簡体字版初版）
- 愛知大学中日大辞典編纂処編『中日大辞典』（大安1968年初版、同刊行会1968年再版、1986年増訂版以降は大修館書店発行）
- 熊野正平編『熊野中国語大辞典』（三省堂1984年初版）

【著書】
- 欧陽可亮・蔡楊喜美共著、坂本一郎日本語監修『初級ビジネス中国語講座』ガイダンスブック・オーラルアプローチブック二冊セット（産業能率短期大学出版1972年）
- 汪怡・董作賓合著、欧陽可亮書、春秋学院出版部編輯室欧陽效光編『集契集 五卷全一冊』中国語版限定五百部（東京第一企画株式会社企画 日華商事株式会社発行1976年）
- 汪怡・董作賓合著、欧陽可亮書、春秋学院出版部編輯室欧陽效光編『集契集 - 亀甲文字集』日本語版（東京第一企画株式会社企画 欧陽可亮出版事務所発行1984年）
- 欧陽可亮著『甲骨文龍年書帖』春秋学院出版部欧陽效光1976年

【復刻版発行】
- 羅振玉・章鈺・高馨・王季烈共著『集殷墟文字楹帖彙編』1927年発行（泉堂春秋学院出版部1961年）
- 『甲骨文献貴重書選』全三冊：『1918年欧陽可亮監修 1 商卜文集聯（1）』 、 『1928年欧陽可亮監修 2 観水遊山集（2）』、『1937年 欧陽可亮監修 3 殷墟文字集聯 』（教育出版センター1986年）
- 秦文錦著『殷墟文字集頌集聯』上海芸苑真賞社1918年
- 丁輔之（丁仁）著『商ト文集聯 - 附詩』中華書店1928年
- 丁鶴廬（丁仁）著『観水遊山集 - 集商ト文』墨縁堂1937年

### 芸歴
| 甲骨書展                             | 45回   |
| 歴代書法展                           | 14回   |
| 百寿図展                             | 2回    |
| 墨雲画展                             | 7回    |
| 甲骨詩詞彫刻展                       | 23回   |
| 中国歴史博物館入選                   | 5回6件 |
| 中国国家画廊参加展                   | 5回    |
| 世界華僑美術展                       | 5回    |
| 米国全国大学現代中国画家九人巡回展覧 | 2年    |